# James Town
James Town – jednostka osadnicza w Stanach Zjednoczonych, w stanie Wyoming, w hrabstwie Sweetwater.